# إدي ستيل
إدي ستيل هو لاعب كرة القدم الكندية كندي، ولد في 4 يوليو 1988 في وينيبيغ في كندا.